# HMS Reindeer (1866)
Pour les articles homonymes, voir Reindeer.

Le HMS Reindeer était un sloop de la Royal Navy de classe Camelion à coque en bois propulsé par une hélice. Il fut en service de 1866 à 1876. En 1868, son voyage a proclamé l'île Caroline comme appartenant à la Couronne britannique.